# Фосфатзв'язувальний засіб
Фосфатзв'язувальні засоби — це ліки, що використовують для зменшення всмоктування фосфатів їжі. Їх приймають разом з їжею. Їх часто використовують у людей із хронічною нирковою недостатністю (ХНН), які менш здатні виводити фосфати, що призводить до підвищення рівня фосфатів у сироватці крові.

## Механізм дії
Ці агенти діють шляхом зв'язування з фосфатом у шлунково-кишковому тракті, тим самим роблячи його недоступним для засвоєння організмом. Отже, ці препарати зазвичай приймають під час їди, щоб зв'язати будь-який фосфат, який може бути присутнім у споживаній їжі. Фосфатзв'язувальні агенти можуть бути простими молекулярними утвореннями (такими як солі магнію, алюмінію, кальцію або лантану), які реагують з фосфатом та утворюють нерозчинну сполуку.
Карбонат кальцію
Фосфатзв'язувальні речовини на основі кальцію, такі як карбонат кальцію, безпосередньо знижують рівень фосфатів, створюючи нерозчинні кальцій-фосфатні комплекси, які виводяться з калом.
Карбонат лантану
Фосфатзв'язувальні речовини, що не містять кальцію, включаючи карбонат лантану, утворюють нерозчинні комплекси з фосфатами в їжі, тим самим зменшуючи кількість фосфатів в організмі.
Севеламеру карбонат
Севеламер — це нерозчинний полімерний амін, який протонується в кишечнику, що дозволяє йому зв'язуватися з харчовими фосфатами. Фосфати виводяться разом із севеламером, що призводить до зниження рівня фосфатів в організмі.

## Медичне використання
Для людей із хронічною нирковою недостатністю контроль рівня фосфатів у сироватці крові є важливим, оскільки він пов'язаний з патологією кісток і регулюється разом із кальцієм у сироватці крові паратиреоїдним гормоном (ПТГ).

## Несприятливі ефекти
Карбонат кальцію
- Вплив на шлунково-кишковий тракт (нудота, блювання, запор)[2]
- Ризик серцево-судинної кальцифікації[3]
- Ризик гіперкальціємії[3]

Карбонат лантану
- Непрохідність шлунково-кишкового тракту[2]
- Непрохідність жовчних проток[2]
- Печінкова недостатність[2]
- Немає ризику гіперкальціємії[3]

Севеламеру карбонат
- Вплив на шлунково-кишковий тракт (нудота, блювання, запор, метеоризм)[2]
- Немає ризику гіперкальціємії[3]

## Вибір агента
Було проведено обмежену кількість досліджень, що порівнювали фосфатзв'язувальні засоби з плацебо в лікуванні гіперфосфатемії у людей із хронічною хворобою нирок. Порівняно з людьми, які отримують кальційзв'язувальні засоби, у людей, які приймають севеламер, спостерігається знижена смертність від усіх причин.

### Типи
| Речовина         | Бренд     | Переваги                                              | Недоліки                                                             |
| ---------------- | --------- | ----------------------------------------------------- | -------------------------------------------------------------------- |
| Солі алюмінію    | Alucaps   | Без кальцію                                           | Ризик токсичності алюмінію                                           |
|                  | Basaljel  | Висока ефективність зв'язування незалежно від pH      | Вимагає частих досліджень                                            |
|                  |           | Дешевий                                               |                                                                      |
|                  |           | Помірне навантаження таблетками                       |                                                                      |
| Карбонат кальцію | Calcichew | Без алюмінію                                          | Ризик гіперкальціємії та ектопічної кальцифікації                    |
|                  | Titralac  | Помірне навантаження таблетками                       | Надсупресія паратгормону                                             |
|                  |           | Відносно низька вартість                              | Шлунково-кишкові несприятливі ефекти                                 |
|                  |           | Помірне навантаження таблетками                       | Ефективність залежить від pH                                         |
|                  |           | Жувальні                                              |                                                                      |
| Ацетат кальцію   | Lenal Ace | Без алюмінію                                          | Ризик гіперкальціємії та ектопічної кальцифікації                    |
|                  | PhosLo    | Вища ефективність ніж карбонату кальцію та севеламеру | Надсупресія паратгормону                                             |
|                  |           | Помірно дешевий                                       | Шлунково-кишкові несприятливі ефекти                                 |
|                  |           | Нижче навантаження кальцієм ніж карбонат              | Великі таблетки та капсули, нежувальні                               |
| Севеламер        | Renagel   | Без алюмінію та кальцію                               | Відносно дорогі                                                      |
|                  | Renvela   | Немає шлунково-кишкового всмоктування                 | Високе навантаження таблетками                                       |
|                  |           | Помірна ефективність                                  | Великі таблетки, нежувальні                                          |
|                  |           | Знижують загальний холестерин та холестерин ЛПНЩ      | Шлунково-кишкові несприятливі ефекти                                 |
|                  |           |                                                       | Зв'язують жиророзчинні вітаміни                                      |
| Карбонат лантану | Fosrenol  | Без алюмінію та кальцію                               | Відносно дорогі                                                      |
|                  |           | Мінімальне шлунково-кишкове всмоктування              | Шлунково-кишкові несприятливі ефекти                                 |
|                  |           | Висока ефективність при всіх pH                       | Таблетки великого розміру, якщо добре не розжувати, можна подавитись |
|                  |           | Жувальні                                              |                                                                      |
|                  |           | Приємні на смак                                       |                                                                      |
|                  |           | Низьке навантаження таблетками                        |                                                                      |
| Цитрат заліза    | Auryxia   | На основі заліза                                      | Дуже дорогі                                                          |
|                  |           |                                                       | Таблетки можуть бути токсичними у молодших дітей                     |
|                  |           |                                                       | Зміна кольору калу — чорніє, маскуючи кишечну кровотечу              |